# Kinema Citrus
Kinema Citrus Co., Ltd. (株式会社キネマシトラス, Kabushiki-gaisha Kinema Shitorasu) é um estúdio de animação japonesa, fundado em 3 de Março de 2008 e sediado em Suginami, Tokyo. Seus diretores são Muneki Ogasawara, Yuichiro Matsuka e Masaki Tachibana.
Em 12 de dezembro de 2019, a Kinema Citrus anunciou que  Kadokawa e Bushiroad adquiriram cada uma delas por um total de 31,8% da empresa. As três empresas anunciaram anteriormente uma parceria no mesmo ano para a criação de animes diferentes, e um dos motivos do negócio foi devido a essa parceria.  

## Animes Produzidos
- Tokyo Magnitude 8.0 (2009)
- Higepiyo (2009)
- Oshiri Kajiri Mushi (2012)
- Code:Breaker (2012)
- Yuyushiki (2013)
- Black Bullet (2014)
- Barakamon (2014)
- Gochuumon wa Usagi Desu ka? (2015)
- Norn9 (2016)
- Kuma Miko (2016)
- Made in Abyss (2017)
- Shoujo☆Kageki Revue Starlight (2018)
- Tate no Yuusha no Nariagari (2019)

## Filmes
- Eureka Seven (2009)
- Neppu Kairiku Bushi Road (2013)

## OVAs
- .hack//Quantum (2010–2011)
- The Legend of Heroes: Trails in the Sky (2011)
- Marimo no Hana (2012)
- Nagareboshi Lens (2012)
- Under the Dog (2016)

### Web Anime
- Busou Shinki Moon Angel (2011)